# Agglsspitze
Die Agglsspitze (italienisch Cima dell’Accla), auch genannt Agelsspitz, ist ein 3196 Meter hoher Berg der Untergruppe Aggls-Rosskopf-Kamm im mittleren Hauptkamm der Stubaier Alpen. Er liegt in der italienischen Provinz Südtirol. Die Spitze ist ein unauffälliger Felsgipfel, über dessen Erstbesteigung nur ungenaue Angaben bestehen. Sie besitzt einen Vorgipfel in Form eines Felszackens, an der Nordseite ist sie mit Firn bedeckt. Der Berg ist Bestandteil eines ausgeprägten Grats, den der Westliche Feuerstein (Montarso di Ponente, 3245 m) nach Südosten aussendet.

## Erstbesteigung
Laut Literatur wurde die Agglsspitze zuerst am 17. August 1887 bestiegen. Die Gruppe bestand aus Carl Hofer und Albert Wachtler aus Bozen, sowie Demeter Diamantidi, einem Freund von Arthur Schnitzler, aus Wien. Bergführer war Peter Kotter. Ursprünglich sollte der Wilde Freiger von der Teplitzer Hütte aus begangen werden, doch durch aufkommenden Nebel verlor man die Orientierung. Ob allerdings der Hauptgipfel der Agglsspitze oder nur der Vorgipfel bestiegen wurde, ist nicht mehr zu ermitteln. Für den Aufstieg wurden viereinhalb Stunden benötigt, der Abstieg führte über einen Umweg schließlich zur weiter entfernten nordöstlich gelegenen Magdeburger Hütte.

## Bilder

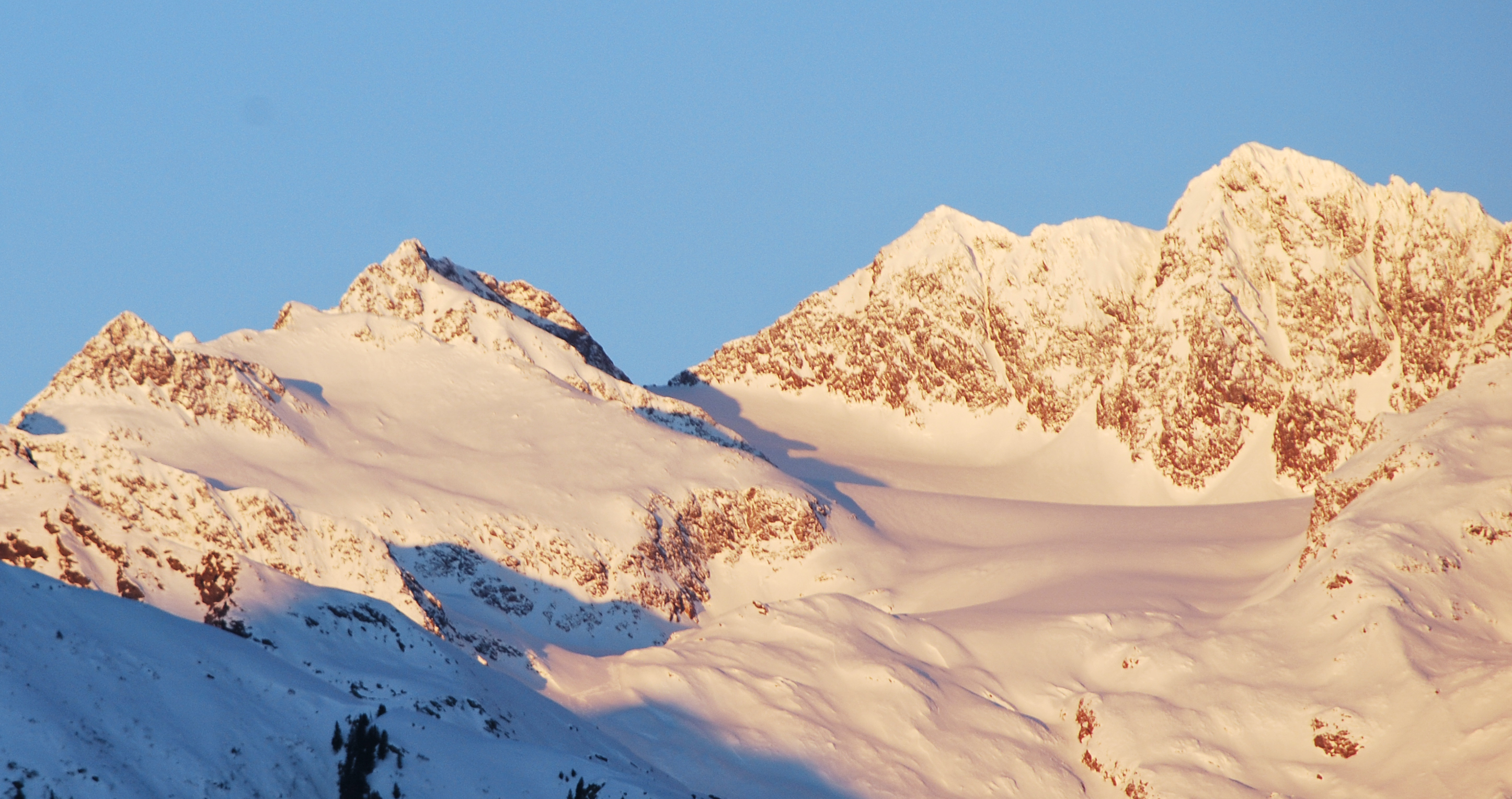
Die Agglsspitze (zweiter Berg von links) von Pflersch aus gesehen. Rechts die Feuersteine
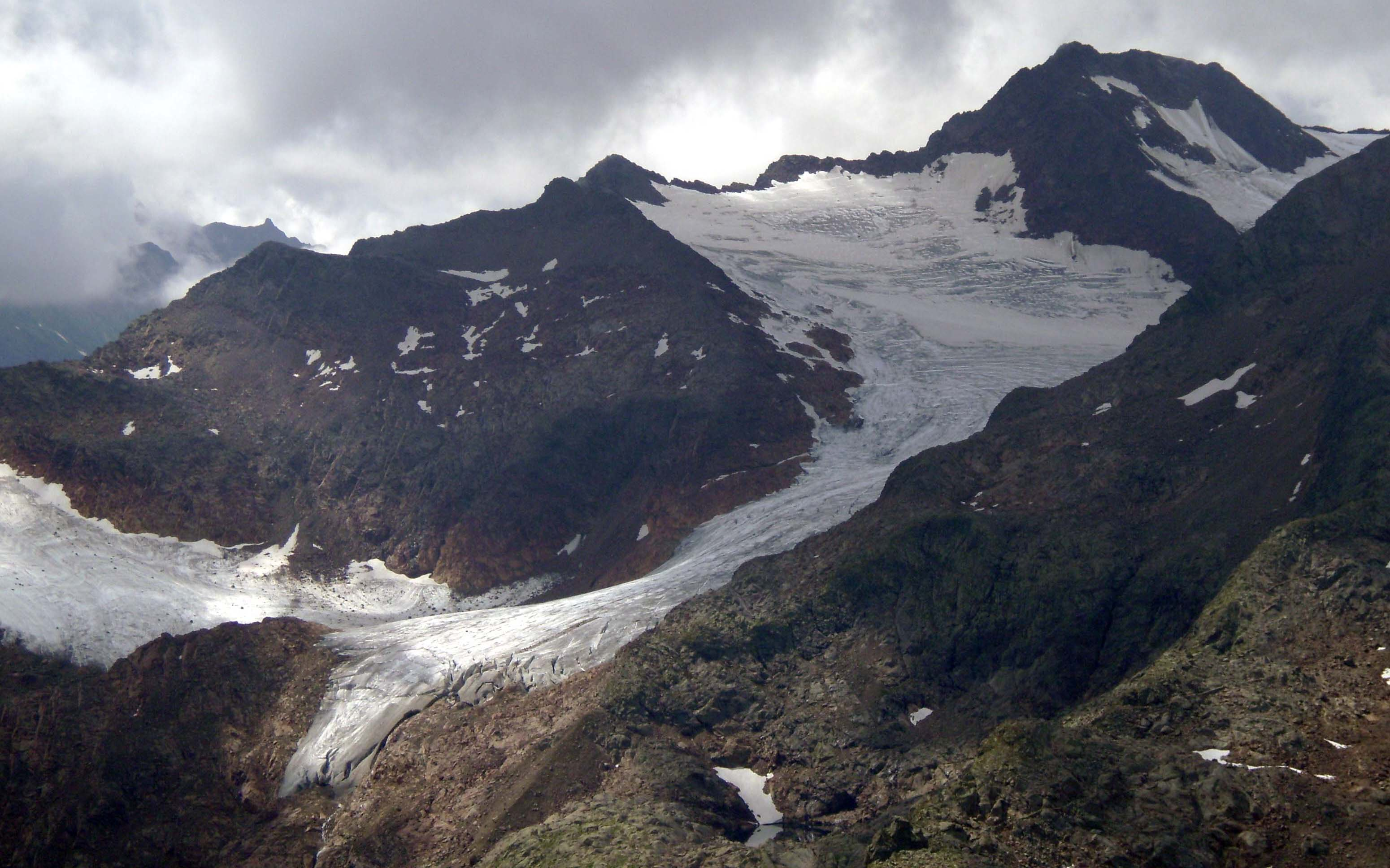
Die Agglsspitze mit dem Feuersteinferner von Nordosten
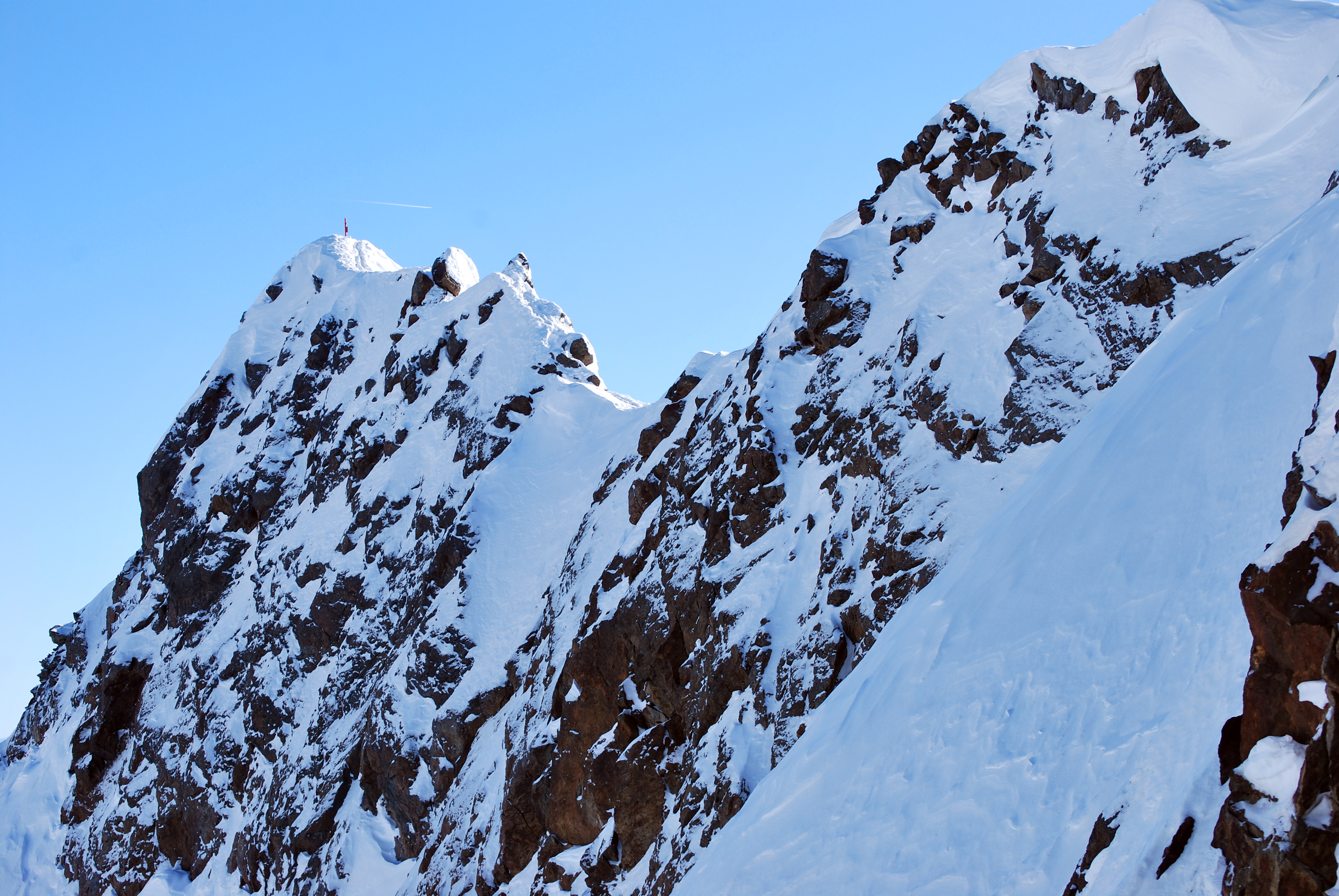
Der Gipfel vom Nordwestgrat gesehen

## Umgebung
Die Agglsspitze liegt gut sieben Kilometer Luftlinie südlich von Ranalt im Stubaital sowie etwa 5 km nördlich von Maiern im Ridnauntal. Sie ist im Nordosten von dem Nährgebiet des Feuersteinferners, der bis zu einer Höhe von 3120 Metern reicht, bedeckt. Nach Südwesten fällt sie mit einer ca. 350 Meter hohen Wand in einer Neigung von etwa 30° ab zum Hohen Trog, einem schnurgeraden Hochtal zwischen Pfurnsee und dem Hangenden Ferner. Benachbarte Berge sind im Norden, getrennt durch die auf 3105 Metern Höhe gelegenen Magdeburger Scharte, der Westliche Feuerstein. Im Südosten liegt die nach ihrem Erstbesteiger benannte Rochollspitze mit 3081 Metern.

## Stützpunkte und Routen
Der heutige Normalweg auf die Agglspitze führt von Südwesten her zum Hohen Trog, von dort durch die Südwestflanke über Blockwerk zum Gipfel, in, laut Literatur, leichter Kletterei im Schwierigkeitsgrad UIAA I. Stützpunkt für diesen leichtesten Anstieg ist die Teplitzer Hütte (ital.: Rifugio Vedretta Pendente, auf 2586 m im obersten Ridnauntal), die Gehzeit beträgt laut Literatur zwei Stunden. Der Weg der Erstersteiger führte von der Magdeburger Scharte aus über den Nordwestgrat zum Gipfel. Auch von Nordosten aus führt eine Hochtour über den Feuersteinferner kombiniert mit einer schwierigen Kletterpassage im UIAA Grad II. Stützpunkt ist hier die Magdeburger Hütte (Rifugio Cremona auf 2422 Metern Höhe).